# St. James’s Park

Blick über den See des St. James’s Park nach Osten

St. James’s Park ist ein 23 Hektar großer königlicher Park in London.

## Geografische Lage
Der Park liegt im zentralen Londoner Stadtbezirk City of Westminster, in der Nähe des Buckingham Palace und der Downing Street. Er wird im Norden durch die Straße The Mall begrenzt, im Osten durch die Horse Guards Road und im Süden durch den Birdcage Walk. Im Park befindet sich der lang gestreckte See St. James’s Park Lake mit den Inseln Duck Island und West Island. Der Park bildet das östliche Ende eines über vier Kilometer langen, nur durch einige Straßen unterbrochenen Grünstreifens im Stadtzentrum: Im Westen befindet sich der Green Park, danach folgen der Hyde Park und die Kensington Gardens.
Südlich des Parks befindet sich die U-Bahn Station St. James’s Park, wo Züge der Circle Line und der District Line halten.

## Bildergalerie

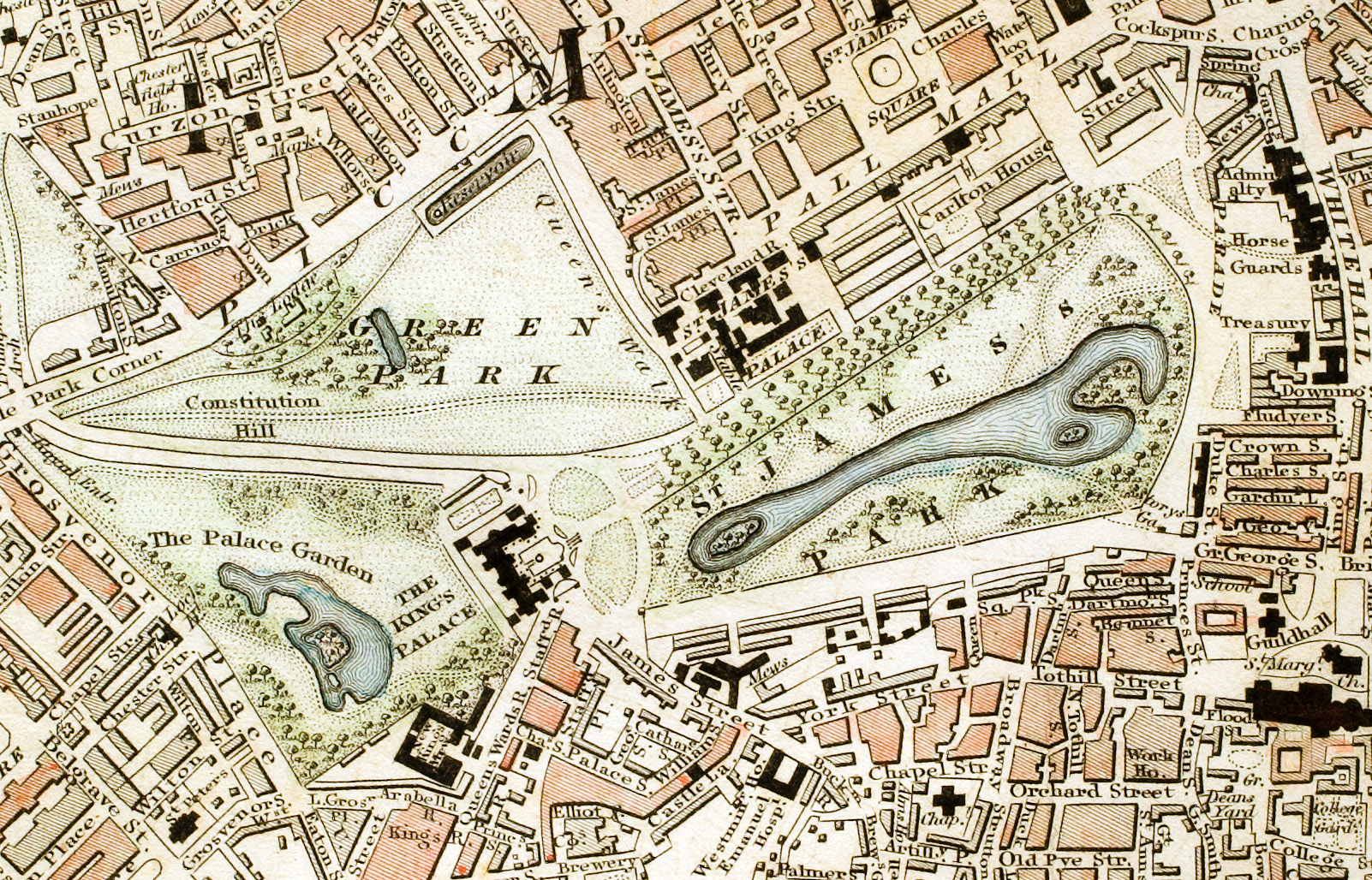
Ausschnitt aus einem Stadtplan von 1833
Panoramablick in Richtung Westen
Panoramablick im Frühling mit Buckingham Palace im Hintergrund
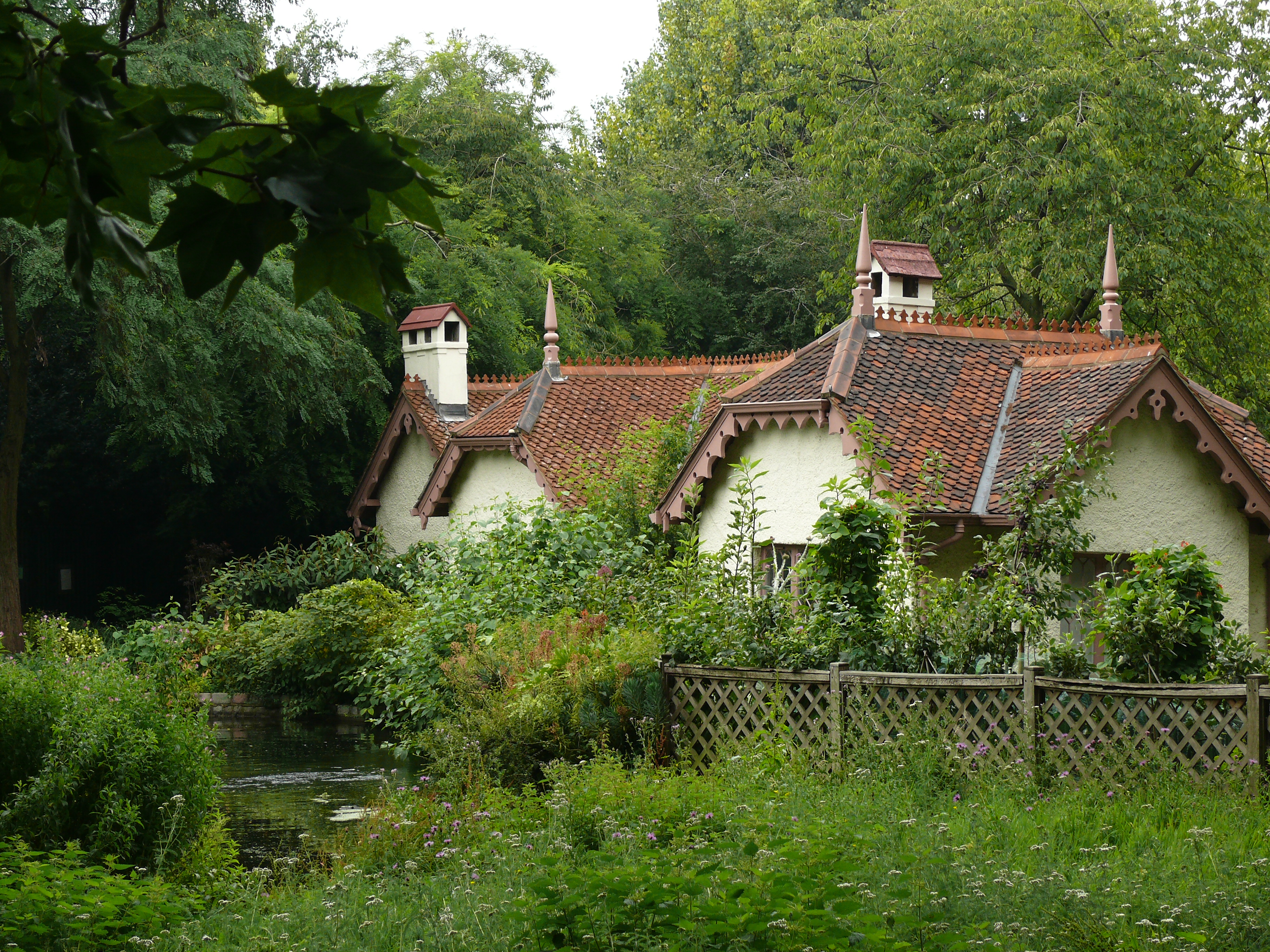
Duck Island Cottage
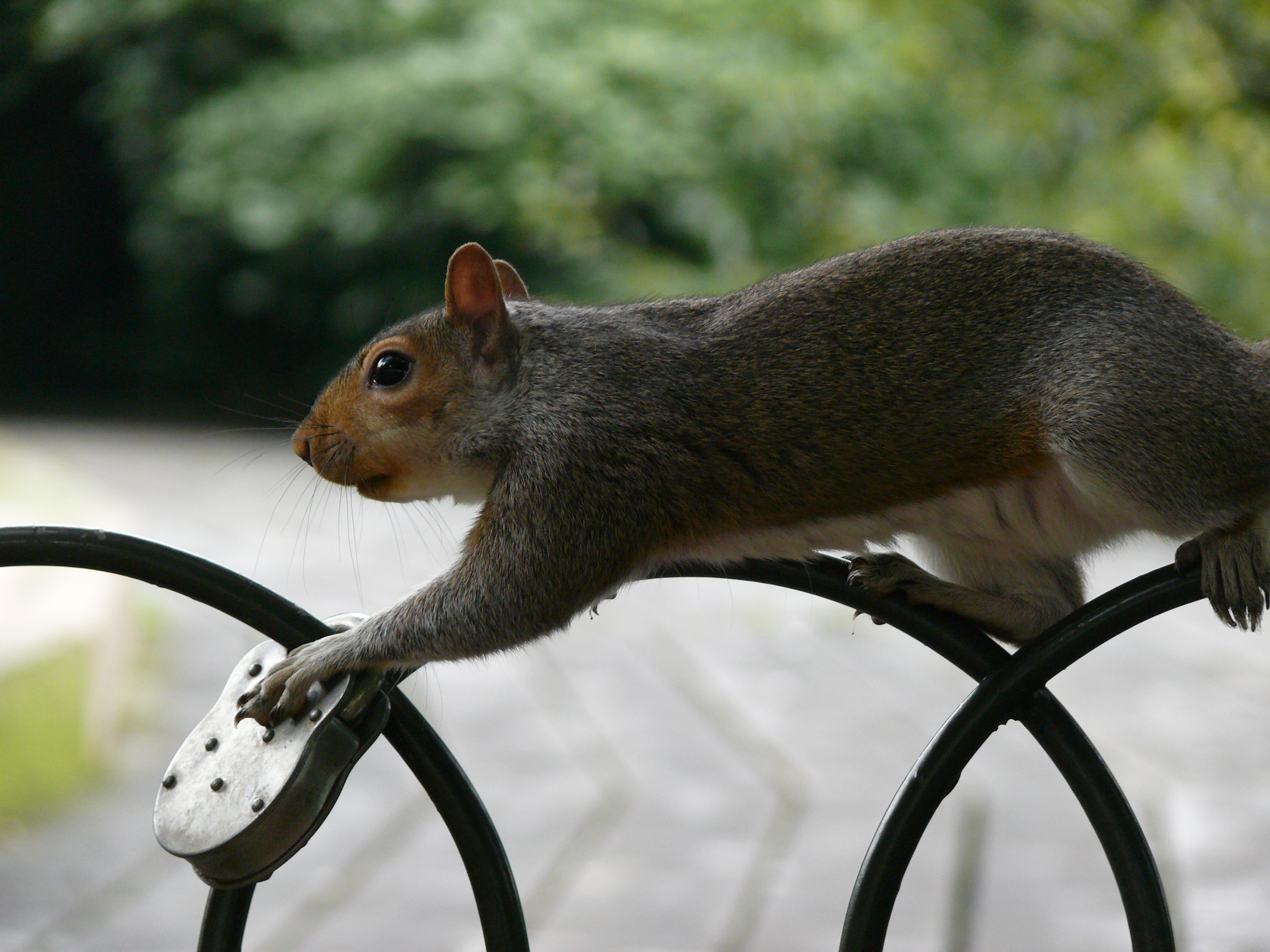
Eines der vielen Grauhörnchen des Parks

## Geschichte
Auf dem Gebiet des heutigen Parks befand sich einst eine sumpfige Wiese. 1532 erwarb König Henry VIII. das Gelände, ließ es in ein Jagdgebiet mit Hirschen umwandeln und am Nordrand den St James’s Palace errichten. Ein Kanal diente im Winter zum Schlittschuhlaufen. Unter König Charles II. wurde der Park der Öffentlichkeit zugänglich gemacht. 1837 gestaltete John Nash den Park grundlegend um; so entstand aus dem früheren Kanal der heutige See.